# Eslovenia en los Juegos Paralímpicos de Londres 2012
Eslovenia estuvo representada en los Juegos Paralímpicos de Londres 2012 por un total de 22 deportistas, 15 mujeres y siete hombres.

## Medallistas
El equipo paralímpico esloveno obtuvo las siguientes medallas:
| Nombre                | Deporte | Evento                              |
| --------------------- | ------- | ----------------------------------- |
| Oro                   |         |                                     |
| —                     |         |                                     |
| Plata                 |         |                                     |
| Franček Gorazd Tiršek | Tiro    | Rifle de aire de pie 10 m SH2 mixto |
| Bronce                |         |                                     |
| —                     |         |                                     |